# Gustav Groß (Politiker, 1856)

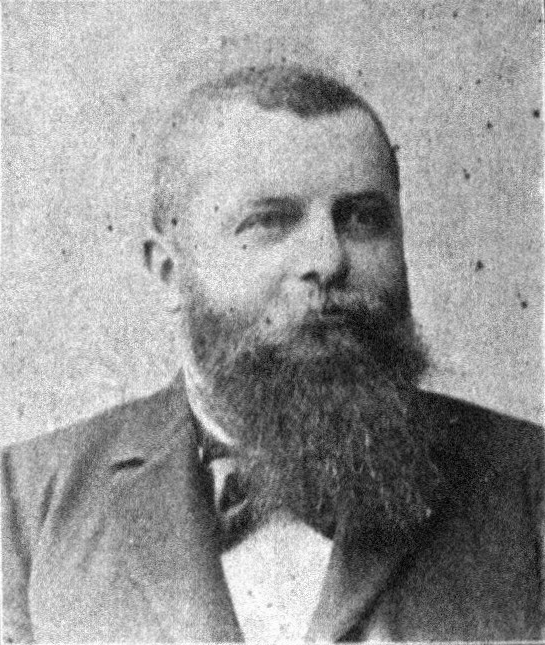
Gustav Groß (1907)

Gustav Groß (* 12. Juni 1856 in Reichenberg, Böhmen; † 23. Februar 1935 in Wien) war ein deutschböhmischer bzw. deutschmährischer Politiker der Deutschen Fortschrittspartei in Österreich-Ungarn und später der Deutschnationalen Partei in Deutschösterreich. Er war ab 1889 Abgeordneter zum Reichsrat, 1911 bis 1917 Klubobmann des Deutschen Nationalverbands, 1917/18 letzter Präsident des Abgeordnetenhauses und 1918/19 Mitglied der Provisorischen Nationalversammlung für Deutschösterreich.

## Leben
Gustav Groß war der Sohn des Abgeordneten der Frankfurter Nationalversammlung und Eisenbahnindustriellen Gustav Robert Groß. Er selbst besuchte das Gymnasium in Wien-Josefstadt und von 1866 bis 1868 in Dresden. Von 1873 bis 1877 studierte er zunächst Rechtswissenschaft an der Universität Wien und wurde dort 1878 zum Dr. iur. promoviert. Von 1877 bis 1880 arbeitete er als Staatsbediensteter bei der niederösterreichischen Statthalterei bzw. der Bezirkshauptmannschaft Korneuburg. 1881 ging er zu weiteren Studien – diesmal der Nationalökonomie – nach Berlin und kehrte 1885 als Privatdozent für dieses Fach an die Universität Wien zurück. Im selben Jahr veröffentlichte er eine der ersten Biographien von Karl Marx. Groß erhielt er 1896 den Titel eines außerordentlichen Professors, schon im folgenden Jahr hielt er aber sein letztes Kolleg. Er engagierte sich im Deutschen Schulverein, dessen Hauptleitung er ab 1885 angehörte, und war ab 1905 dessen Erster Obmann.
Bei einer Ersatzwahl nach dem Rücktritt von Eduard Sturm wurde Groß 1889 als Abgeordneter der Kurie der mährischen Städte 5 (Iglau, Trebitsch u. a.) in den österreichischen Reichsrat gewählt. Dort schloss er sich zunächst dem liberalen Parlamentsklub Vereinigte Deutsche Linke an. Ab 1897 gehörte er zur Deutschen Fortschrittspartei, deren Vorstandsmitglied er war. Im Parlament war er einer der Wortführer der Abgeordneten deutscher Nationalität und wurde als „Kronjurist der Deutschen“ angesehen. Von 1902 bis 1912 gehörte er auch dem mährischen Landtag an. Nach der Wahlrechtsreform 1907 vertrat Groß den 4. deutschsprachigen Wahlbezirk von Mähren, der ebenfalls Iglau, Trebitsch und weitere Städte umfasste. Mit den Abgeordneten der Deutschfortschrittlichen Vereinigung schloss er sich im Dezember 1908 dem Nationalverband der deutschfreiheitlichen Abgeordneten an, der auch die Deutsche Volkspartei, Deutsche Agrarpartei und Deutschradikale Partei umfasste und sich 1910 in Deutscher Nationalverband umbenannte. Nach der Reichsratswahl 1911 wurde Groß Klubobmann des Deutschen Nationalverbands.

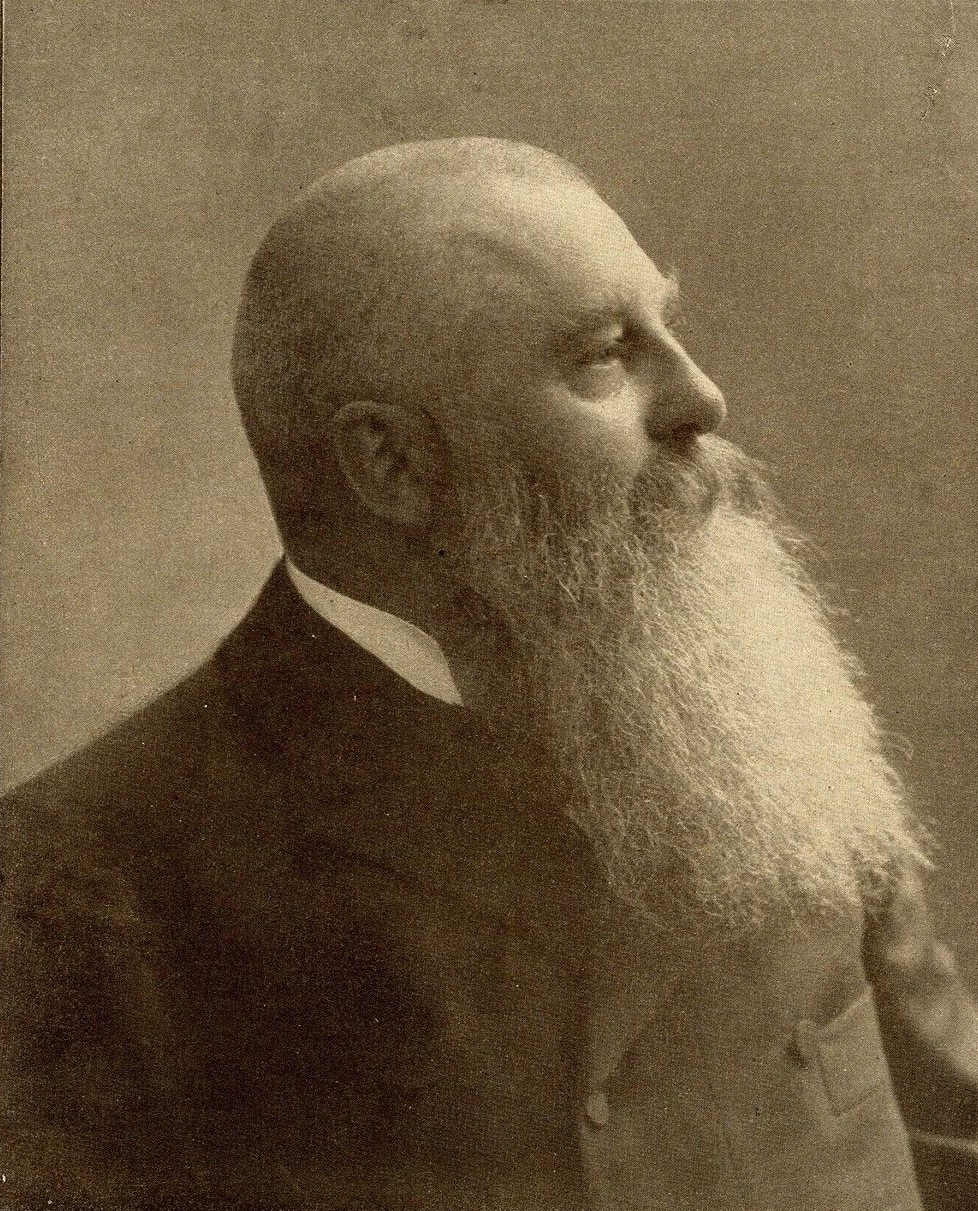
Gustav Groß, Präsident des österreichischen Abgeordnetenhauses 1917

Im Mai 1917 wurde Groß zum letzten Präsidenten des Abgeordnetenhauses gewählt. Nach dem Zerfall des Deutschen Nationalverbands in mehrere kleinere Klubs im Oktober 1917 gehörte Groß der Deutschnationalen Vereinigung an, die im Juli 1918 mit der Deutschnationalen Partei von Julius Sylvester fusionierte. Gustav Groß hielt in seiner Funktion als Abgeordnetenhausespräsident bei der Reichsratssitzung am 12. November 1918, dem Tag nach der Verzichtserklärung von Kaiser Karl I., die neunminütige Schlussansprache, ohne noch auf die routinemäßig vorbereitete Tagesordnung einzugehen. Er begann mit einem kurzen Nachruf auf den tags zuvor verstorbenen Abgeordneten Viktor Adler. Er erklärte dann, dass der Reichsrat nicht mehr arbeitsfähig sei. Es folgte auf Antrag Groß’ der Beschluss, keinen Tag für die nächste Sitzung zu bestimmen. Nach zehn Minuten war die um 11.10 Uhr begonnene Sitzung, die letzte des altösterreichischen Parlaments, zu Ende. Dieser Sitzung folgte noch am gleichen Tag um 17.05 Uhr eine Sitzung der Provisorischen Nationalversammlung mit der Ausrufung Deutschösterreichs zur Republik; Groß nahm als deutschmährischer Abgeordneter daran teil.
Als Abgeordneter des Verbandes der deutschnationalen Parteien (DnP) war Groß vom 21. Oktober 1918 bis zum 16. Februar 1919 Mitglied der Provisorischen Nationalversammlung für Deutschösterreich. Die von ihm vertretenen Deutschmährer konnten ihr Siedlungsgebiet jedoch, da die Kriegssieger dies nicht zuließen, nicht zum bleibenden Bestandteil Deutschösterreichs machen. Der neue tschechoslowakische Staat, der das deutsche Siedlungsgebiet in Böhmen und Mähren militärisch besetzt hatte, ließ dort die Teilnahme an der Wahl der Konstituierenden Nationalversammlung für  Deutschösterreich nicht zu. Die Überlegung, ersatzhalber deutsche Abgeordnete für diese Gebiete von Wien aus zu ernennen, musste aus außenpolitischen Erwägungen verworfen werden.
Nach der Vereinigung des Deutschen Schulvereins mit dem Verein Südmark 1925 war Gustav Groß Obmann des Deutschen Schulvereins Südmark. Er hatte seine letzte Wohnung in Wien, 8. Bezirk, Fuhrmannsgasse 18–18A – im Haus des von ihm seit 1885 geleiteten Deutschen Schulvereins, der heutigen Österreichischen Landsmannschaft.
Seine letzte Ruhestätte befindet sich in der Familiengruft am Friedhof Korneuburg.

## Schriften
- Die Lehre vom Unternehmergewinn. Duncker & Humblot, Leipzig 1884.
- Gustav Groß: Marx, Karl. In: Allgemeine Deutsche Biographie (ADB). Band 20, Duncker & Humblot, Leipzig 1884, S. 541–549.
- Karl Marx: Eine Studie. Duncker & Humblot, Leipzig 1885.
- Wirtschaftsformen und Wirtschaftsprinzipien. Ein Beitrag zur Lehre von Organisation der Volkswirtschaft. Duncker & Humblot, Leipzig 1888.
- Die Internationale des Geistes. Arbeitsgemeinschaft für staatsbürgerliche u. wirtschaftliche Bildung, Berlin 1919.
- Die internationalen Agrarkrisen nach dem Kriege.  Kern & Birner, Frankfurt am Main 1933.